# Helicostylis
Helicostylis é um género botânico pertencente à família Moraceae.
Este género inclui, entre outras, as seguintes espécies:
- Helicostylis affinis Miq.
- Helicostylis asperifolia Ducke
- Helicostylis duckei A.D.Hawkes
- Helicostylis elegans (J.F.Macbr.) C.C.Berg
- Helicostylis heterotricha Ducke
- Helicostylis lancifolia Ducke
- Helicostylis latifolia Pittier
- Helicostylis montana Pittier
- Helicostylis obtusifolia Standl. ex Gleason
- Helicostylis pedunculata Benoist
- Helicostylis podogyne Ducke
- Helicostylis poeppigiana Trécul
- Helicostylis scabra (J.F.Macbr.) C.C.Berg
- Helicostylis tomentosa (Poepp. & Endl.) Rusby
- Helicostylis tovarensis (Klotzsch & Karsten) C.C.Berg
- Helicostylis turbinata C.C.Berg
- Helicostylis urophylla Standl.

1. ↑  «Helicostylis — World Flora Online». www.worldfloraonline.org. Consultado em 19 de agosto de 2020